# 針ノ木岳
針ノ木岳（はりのきだけ）は、富山県中新川郡立山町と長野県大町市にまたがる標高2,821 mの山。中部山岳国立公園内にあり、後立山連峰に属する。

## 概要
大糸線信濃大町駅の西北西10.4 kmに位置し、針ノ木峠を挟んで蓮華岳と対峙している。大町側からは、大きな山容の蓮華岳が手前にあるため、針ノ木岳の方がやや標高が高いにもかかわらず、はっきりと見ることができない。ピラミッド型の端正な山容で、日本二百名山及び新・花の百名山に選定されている。東西の主稜線は同じような勾配であり、白馬岳のような後立山連峰の特長である非対称山稜は見られない。高瀬川の支流である篭川の上流部に日本三大雪渓の一つ、針ノ木大雪渓がある。針ノ木岳の源流部の厩窪（マヤクボ）沢にはカール地形がみられる。山体は濃飛流紋岩型の溶結凝灰岩からなる。

## 名称の由来
この山が一般に針ノ木岳と呼ばれるようになったのは大正時代になってからである。大正の初めに日本山岳会の辻本満丸が鞍部にある針ノ木峠にちなんで命名した。針ノ木とは周辺の谷に分布するミヤマハンノキのことである。富山県側では「地蔵岳」と呼ばれていた。一方、針ノ木峠は古くから知られている。天正年間に小牧・長久手の戦いで豊臣秀吉と戦った徳川家康に、豊臣方との和睦を破棄し徹底抗戦を主張するため富山城主の佐々成政が浜松城へ面会に行ったとき、厳冬期のこの峠を越えたとされている。1584年のことで、成政のこの行為を「さらさら越え」と呼んでいる。その際に膨大な金と銀を埋めたとする伝説がある。

## 歴史
- 古くから針ノ木峠は信州と越中を結ぶ立山詣者、杣人、商人、釣り人などの要路として利用されていたとされる[6][9]。
- 1584年（天正12年）12月 - 佐々成政ら百人程の一行が冬期の針ノ木峠越えを行った。
- 1665年（寛文5年）10月 - 加賀藩による奥山廻りが正式なものとなり、1870年（明治3年）に廃止されるまで巡視が行われ、一般の入山が規制された[8]。
- 1878年（明治11年） - 針ノ木峠を経由する越中越え富山までの立山新道が開拓。1880年には富山まで全通したものの、1883年には経営が成り立たなくなった[10]。近代登山としてこの頃に、アーネスト・サトウなど外国人登山者の入山が始まった[6][8]。
- 1893年（明治26年）8月 - 日本アルプスを世界に紹介したウォルター・ウェストンが、案内人と共に大町から針ノ木峠越えを行った[11]。
- 1910年（明治43年）夏 - 中村清太郎、辻本満丸、三枝威之助らのパーティーが縦走し、針ノ木岳と命名した[9]。8月に田部重治が立山温泉側から針ノ木峠越えを行った[12]。
- 1917年（大正6年） - ウォルター・ウェストンや深田久弥などとも交友がある百瀬慎太郎が登山案内人組合を結成した[4]。
- 1922年（大正11年） -　平村（現在の大町市）が、針ノ木岳雪渓の下部に大沢小屋を建設した[8]。
- 1923年（大正12年）2月～3月 -　伊藤孝一、百瀬慎太郎、燕山荘の創設者の赤沼千尋らが、日本初の山岳記録映画『雪の立山・針ノ木峠越え』の撮影に成功した[13]。
- 1925年（大正14年） - 百瀬慎太郎が、針ノ木岳雪渓の下部に大沢小屋を建設した[4]。
- 1927年（昭和2年）12月末 - 針ノ木谷の赤石沢で、早稲田大学山岳部のパーティーが雪崩で4名が死亡する遭難事故が発生した[4]（早稲田大学山岳部針ノ木岳遭難事故）。
- 1930年（昭和5年）7月 - 百瀬慎太郎が針ノ木小屋を建設し、開業した[9]。
- 1934年（昭和9年）12月4日 - 針ノ木岳を含む飛騨山脈の山域が中部山岳国立公園に指定され、様々な規制が適用された[3]。
- 1953年（昭和28年） - 百瀬慎太郎の没年の5年後に有志らにより大沢小屋入口横にレリーフが設置され、これを契機に慎太郎を偲び安全登山を祈る針ノ木岳の開山祭が、毎年6月第1日曜日に針ノ木雪渓で開催されるようになった[14][15]。
- 1971年（昭和46年）6月1日 - 立山黒部アルペンルート全線開通に伴い、針ノ木峠から立山へと向かう登山者は少なくなった。

## 登山

### 登山ルート
扇沢から針ノ木雪渓と針ノ木峠を経由する登山道が主要ルートである。その下部は針ノ木自然遊歩道トレッキングコースとなっている。後立山連峰の縦走時に通過される場合もある。
- 扇沢からの主要ルート

扇沢駅 - 大沢小屋 - 針ノ木雪渓 - 針ノ木小屋（針ノ木峠） - 針ノ木岳
- 後立山連峰縦走路

親不知が起点となる白馬岳方面 - 爺ヶ岳 - 種池山荘 - 岩小屋沢岳 - 新越山荘（新越乗越） - 鳴沢岳 - 赤沢岳 - スバリ岳 - 針ノ木岳 - 針ノ木小屋（針ノ木峠） - 蓮華岳 - 北アルプスの主稜線の縦走路は槍ヶ岳を経由して焼岳へと続く

### 針ノ木小屋

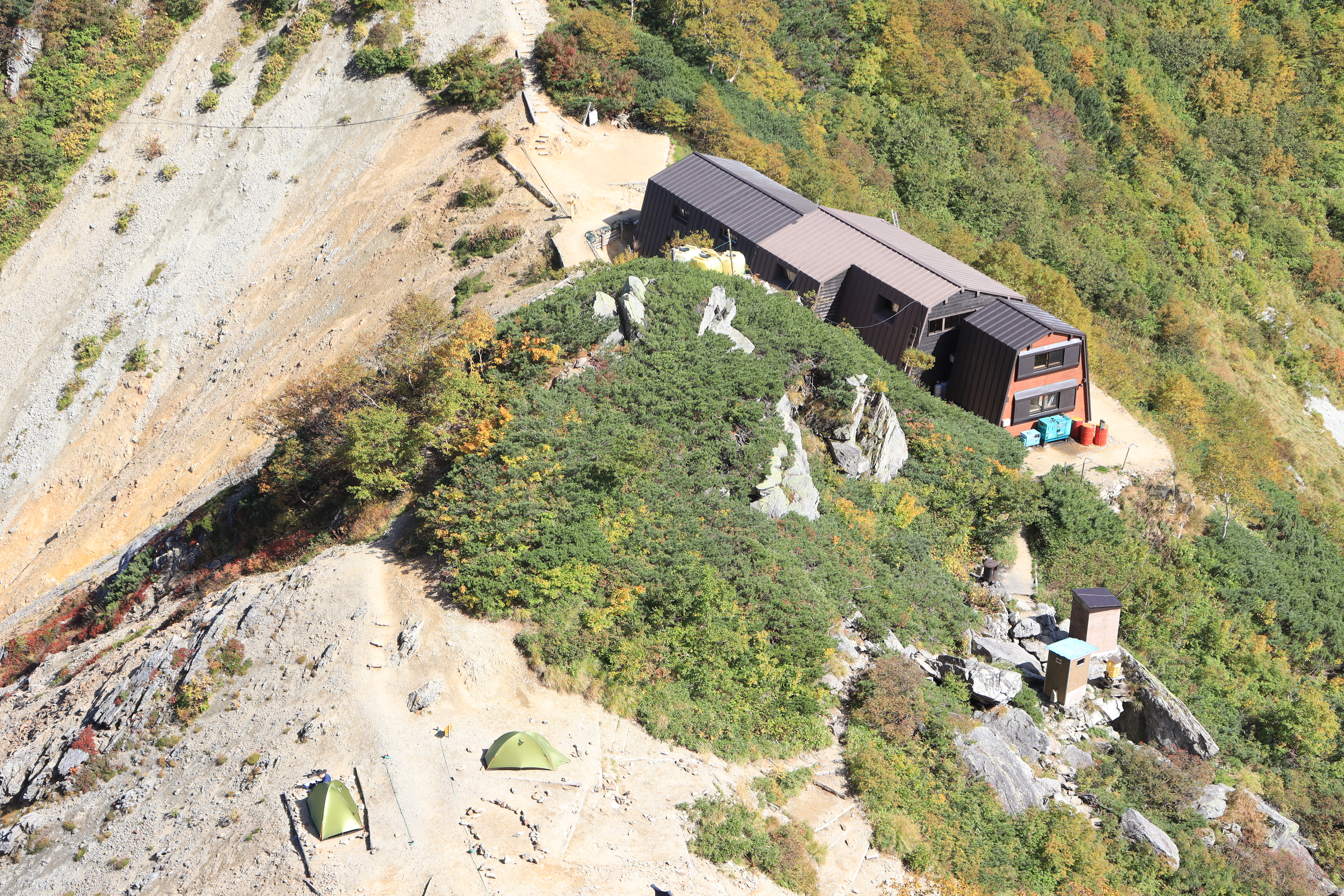
針ノ木峠にある針ノ木小屋

1929年（昭和4年）富山営林署に認可され、登山案内人組合を結成した百瀬慎太郎が9月に針ノ木峠で整地工事を行い、1930年（昭和5年）7月に針ノ木小屋を完成させた。若山牧水の門下に加えられ慎太郎が遺した言葉「山想えば人恋し　人想えば山恋し」が知られている。1937年（昭和12年）7月に、東久邇宮稔彦王を山小屋に迎えた。第二次世界大戦中休眠状態であった針ノ木小屋は、1955年（昭和30年）に慎太郎の長女百瀬美江の手で再建再開された。その後何度か増築などの改修が行われ、1996年（平成8年）に改修が行われた後、2005年（平成17年）にはバイオトイレが設置された。電気はディーゼル発電機を使用し、水は小屋から300 m程下からポンプにより湧水を汲みあげることにより確保している。

### 周辺の山小屋
稜線の鞍部などの登山道には、山小屋とキャンプ指定地がある。登山シーズン中の一部期間に有人の営業を行っている。最寄りの山小屋は針ノ木小屋で、登山口の扇沢駅には一般の宿泊施設がある。積雪量の多い地域であり、営業期間外には閉鎖される。
| 名称       | 所在地             | 標高 (m) | 針ノ木岳からの 方角と距離 (km) | 収容 人数 | キャンプ 指定地 | 備考       |
| ---------- | ------------------ | -------- | ------------------------------ | --------- | --------------- | ---------- |
| 新越山荘   | 新越乗越の北東近傍 | 2,465    | 北北東 4.1                     | 80        | なし            |            |
| 大沢小屋   | 篭川の大沢出合     | 1,670    | 北東 2.6                       | 20        | テント3張       | 1925年開業 |
| 針ノ木小屋 | 針ノ木峠           | 2,536    | 東 0.9                         | 100       | テント30張      | 1930年開業 |

### 登山道の植物
針ノ木雪渓の登山道では、イワナシ、オオバキスミレ、キヌガサソウ、タテヤマウツボグサ、ヒメイチゲなどの植物が見られる。針ノ木峠から針ノ木岳の稜線は森林限界を越える高山帯でシナノキンバイとハイマツの高山植物が見られる。針ノ木岳から東側にある蓮華岳の斜面ではコマクサの大群落やアオノツガザクラの高山植物が見られる。『新・花の百名山』の著者である田中澄江が針ノ木雪渓と針ノ木岳を訪問して、代表する花として針ノ木雪渓に咲く日本の固有種であるキヌガサソウを紹介した。
|          |                |              |          |
| イワナシ | オオバキスミレ | キヌガサソウ | コマクサ |

## 地理

### 周辺の山

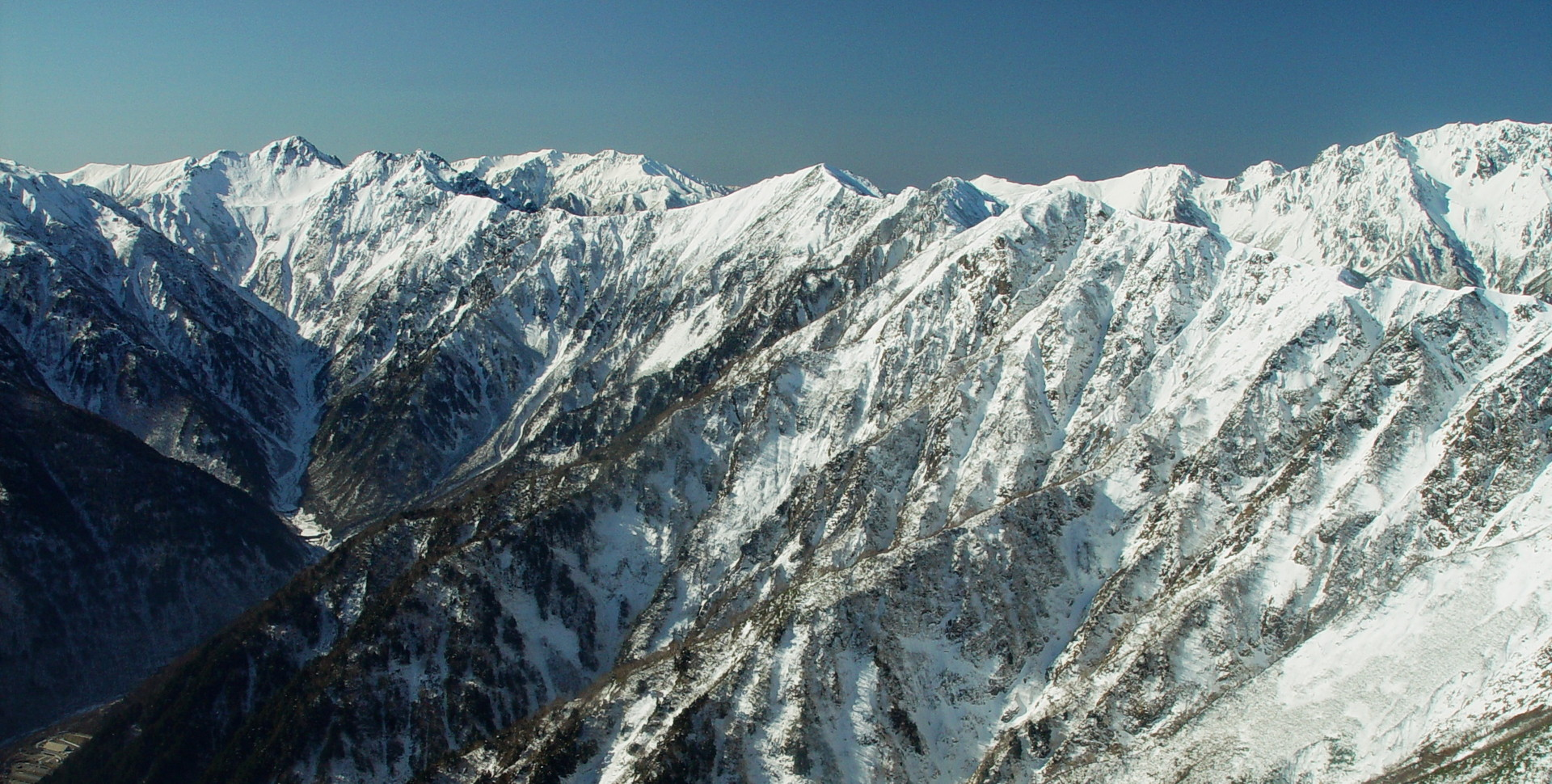
爺ヶ岳方面から望む針ノ木岳（左）から北に延びる後立山連峰、遠景は薬師岳から立山へと延びる稜線

飛騨山脈（北アルプス）の後立山連峰の最南端の山であり、針ノ木峠を挟んで東に蓮華岳が対峙する。黒部湖を挟んで西側の立山の稜線と対峙している。
| 山容 | 山名     | 標高 (m) | 三角点等級 基準点名                 | 針ノ木岳からの 方角と距離(km) | 備考                            |
| ---- | -------- | -------- | ----------------------------------- | ----------------------------- | ------------------------------- |
|      | 爺ヶ岳   | 2,669.82 | 二等「祖父岳」                      | 北東 8.1                      | 種池山荘・冷池山荘 日本三百名山 |
|      | 立山     | 3,015    | （雄山2,991.59 m） （一等「立山」） | 北西 7.2                      | 富山県の最高峰 日本百名山       |
|      | 鳴沢岳   | 2,641    |                                     | 北北東 3.6                    | 新越山荘                        |
|      | 赤沢岳   | 2,677.84 | 三等「牛小屋沢」                    | 北 2.7                        |                                 |
|      | スバリ岳 | 2,752    |                                     | 北 0.7                        |                                 |
|      | 針ノ木岳 | 2,820.60 | 三等「野口」                        | 0                             | 針ノ木小屋 日本二百名山         |
|      | 蓮華岳   | 2,798.61 | 二等「蓮華岳」                      | 東 2.3                        | コマクサ群生地 日本三百名山     |
|      | 船窪岳   | 2,450    |                                     | 南 2.7                        | 船窪乗越                        |

### 源流の河川
以下が源流となる河川で、日本海へ流れる。
- 針ノ木谷・小スバリ沢　（黒部川の支流で黒部湖に流れる）
- 篭川の支流のマヤクボ沢　（高瀬川の支流）

## 針ノ木岳の風景と展望

### 針ノ木岳の風景
|                                     |                                       |                           |                                   |
| 針ノ木岳と高瀬湖 牛首展望台から望む | ピラミッド型の針ノ木岳 北葛岳から望む | 針ノ木岳 スバリ岳から望む | 蓮華岳と針ノ木岳 種池山荘から望む |

### 針ノ木岳からの展望
|                               |                                               |
| 立山と黒部湖 針ノ木岳から望む | スバリ岳から延びる後立山連峰 針ノ木岳から望む |